# Druts
Druts (vitryska: Друць, ryska: Drut’) är ett vattendrag i Belarus. Det ligger i den centrala delen av landet, 190 km sydost om huvudstaden Minsk.
Omgivningarna runt Druts är en mosaik av jordbruksmark och naturlig växtlighet. Runt Druts är det ganska glesbefolkat, med 32 invånare per kvadratkilometer.